# IAAF Label Road Races 2017

Logo

Die IAAF Label Road Races 2017 waren Laufveranstaltungen, die von der IAAF für 2017 das Etikett Gold, Silber oder Bronze erhielten. 

## Gold
| auch Teil des World Marathon Majors |

| Datum  | Veranstaltung                             | Distanz    | Sieger                    | Siegerin                   |
| ------ | ----------------------------------------- | ---------- | ------------------------- | -------------------------- |
| 02.01. | Xiamen-Marathon Xiamen                    | 42,195 km  | Lemi Berhanu              | Meseret Mengistu           |
| 20.01. | Dubai-Marathon Dubai                      | 42,195 km  | Tamirat Tola              | Worknesh Degefa            |
| 12.02. | Hong Kong Marathon Hongkong               | 42,195 km  | Melaku Belachew           | Gulume Tollesa             |
| 26.02. | Tokio-Marathon 2017 Tokio                 | 42,195 km  | Wilson Kipsang            | Sarah Chepchirchir         |
| 26.02. | World’s Best 10K San Juan                 | 10 km      | Samuel Chelanga           | Mary Wacera                |
| 05.03. | Biwa-See-Marathon Ōtsu                    | 42,195 km  | Ezekiel Kiptoo Chebii     | –                          |
| 12.03. | Roma – Ostia Rom – Ostia                  | 21,0975 km | Guye Adola Idemo          | Gladys Cherono             |
| 12.03. | Nagoya-Marathon Nagoya                    | 42,195 km  | –                         | Eunice Jepkirui Kirwa      |
| 19.03. | Seoul International Marathon Seoul        | 42,195 km  | Amos Choge Kipruto        | Margaret Agai              |
| 19.03. | Lissabon-Halbmarathon Lissabon            | 21,0975 km | Jake Robertson            | Mare Dibaba                |
| 01.04. | Prag-Halbmarathon Prag                    | 21,0975 km | Tamirat Tola              | Joyciline Jepkosgei        |
| 09.04. | Paris-Marathon Paris                      | 42,195 km  | Paul Kipchumba Lonyangata | Purity Cherotich Rionoripo |
| 09.04. | Rotterdam-Marathon Rotterdam              | 42,195 km  | Marius Kimutai Kipserem   | Meskerem Assefa            |
| 17.04. | Boston-Marathon 2017 Boston               | 42,195 km  | Geoffrey Kirui            | Edna Kiplagat              |
| 23.04. | Yangzhou-Jianzhen-Halbmarathon Yangzhou   | 21,0975 km | Mosinet Geremew           | Sutume Asefa               |
| 23.04. | Vienna City Marathon Wien                 | 42,195 km  | Albert Korir              | Nancy Kiprop               |
| 23.04. | Madrid-Marathon Madrid                    | 42,195 km  | Bonsa Dida                | Elizabeth Rumokol          |
| 23.04. | Gifu-Seiryū-Halbmarathon Gifu             | 21,0975 km | Alexander Mutiso Munyao   | Joyciline Jepkosgei        |
| 23.04. | London-Marathon 2017 London               | 42,195 km  | Daniel Kinyua Wanjiru     | Mary Keitany               |
| 30.04. | Istanbul-Halbmarathon Istanbul            | 21,0975 km | Ismail Juma               | Ruth Chepngetich           |
| 07.05. | Prag-Marathon Prag                        | 42,195 km  | Gebretsadik Abraha        | Valary Aiyabei             |
| 07.05. | Dongying-Marathon Dongying                | 42,195 km  | Husen Muhammedahin Esmael | Letebrhan Haylay           |
| 20.05. | Karlsbad-Halbmarathon Karlsbad            | 21,0975 km | Wilfred Kimitei           | Yvonne Jelagat Morwa       |
| 27.05. | Ottawa 10K Ottawa                         | 10 km      | Leule Gebrselassie        | Netsanet Gudeta            |
| 28.05. | Ottawa-Marathon Ottawa                    | 42,195 km  | Eliud Kiptanui            | Gutemi Shone Imana         |
| 03.06. | Budweis-Halbmarathon Budweis              | 21,0975 km | Justus Kipgosgei Kangogo  | Agnes Jeruto Barsosio      |
| 24.06. | Olmütz-Halbmarathon Olmütz                | 21,0975 km | Josphat Kiptis            | Worknesh Degefa            |
| 02.07. | Gold-Coast-Marathon Gold Coast            | 42,195 km  | Takuya Noguchi            | Abebech Afework            |
| 30.07. | Bogotá-Halbmarathon Bogotá                | 21,0975 km | Feyisa Lilesa             | Brigid Kosgei              |
| 09.09. | Grand Prix von Prag Prag                  | 10 km      | Benard Kimeli             | Joyciline Jepkosgei        |
| 16.09. | Ústí-Halbmarathon Ústí nad Labem          | 21,0975 km | Barselius Kipyego         | Violah Jepchumba           |
| 17.09. | Peking-Marathon Peking                    | 42,195 km  | Salah Eddine Bounasr      | Melesech Tsegaye Beyene    |
| 17.09. | Kapstadt-Marathon Kapstadt                | 42,195 km  | Asefa Mengstu             | Betelhem Moges             |
| 17.09. | Kopenhagen-Halbmarathon Kopenhagen        | 21,0975 km | Abraham Cheroben          | Eunice Chumba              |
| 17.09. | Sydney-Marathon Sydney                    | 42,195 km  | Shota Hattori             | Makda Harun                |
| 24.09. | Berlin-Marathon 2017 Berlin               | 42,195 km  | Eliud Kipchoge            | Gladys Cherono             |
| 08.10. | Chicago-Marathon 2017 Chicago             | 42,195 km  | Abel Kirui                | Florence Jebet Kiplagat    |
| 15.10. | Amsterdam-Marathon Amsterdam              | 42,195 km  | Lawrence Cherono          | Tadelech Bekele            |
| 15.10. | Portugal-Halbmarathon Lissabon            | 21,0975 km | Birhan Nebebew            | Eunice Chumba              |
| 15.10. | Lissabon-Marathon Lissabon                | 42,195 km  | Ishhimael Chemtan         | Sarah Chepchirchir         |
| 22.10. | Toronto Waterfront Marathon Toronto       | 42,195 km  | Philemon Rono Cherop      | Marta Megra                |
| 22.10. | Valencia-Halbmarathon Valencia            | 21,0975 km | Abraham Cheroben          | Joyciline Jepkosgei        |
| 29.10. | Frankfurt-Marathon Frankfurt am Main      | 42,195 km  | Tola Shura Kitata         | Vivian Cheruiyot           |
| 05.11. | New-York-City-Marathon 2017 New York City | 42,195 km  | Geoffrey Kamworor         | Shalane Flanagan           |
| 12.11. | Shanghai-Marathon Shanghai                | 42,195 km  | Stephen Mokoka            | Roza Dereje                |
| 12.11. | Istanbul-Marathon Istanbul                | 42,195 km  | Abraham Kiprotich         | Ruth Chepngetich           |
| 19.11. | Delhi-Halbmarathon Neu-Delhi              | 21,0975 km | Birhanu Legese            | Almaz Ayana                |
| 19.11. | Valencia-Marathon Valencia                | 42,195 km  | Sammy Kirop Kitwara       | Aberu Mekuria              |
| 03.12. | Fukuoka-Marathon Fukuoka                  | 42,195 km  | Sondre Nordstad Moen      | –                          |
| 03.12. | Singapur-Marathon Singapur                | 42,195 km  | Cosmas Koech Kimutai      | Pamela Rotich              |

## Silber
| Datum  | Veranstaltung                         | Distanz    | Sieger                     | Siegerin                |
| ------ | ------------------------------------- | ---------- | -------------------------- | ----------------------- |
| 15.01. | Houston-Marathon Houston              | 42,195 km  | Dominic Ondoro             | Meskerem Assefa         |
| 29.01. | Osaka Women’s Marathon Osaka          | 42,195 km  | –                          | Risa Shigetomo          |
| 05.02. | Kagawa-Marugame-Halbmarathon Marugame | 21,0975 km | Callum Hawkins             | Eunice Jepkirui Kirwa   |
| 12.02. | Barcelona-Halbmarathon Barcelona      | 21,0975 km | Leonard Kipkoech Langat    | Florence Jebet Kiplagat |
| 19.02. | Sevilla-Marathon Sevilla              | 42,195 km  | Titus Ekiru                | Paula Gonzalez Berodia  |
| 19.03. | Chongqing-Marathon Chongqing          | 42,195 km  | Afewerk Mesfin Woldetensae | Rael Kiyara Nguriatukei |
| 02.04. | Rom-Marathon Rom                      | 42,195 km  | Tola Shura Kitata          | Rahma Tusa              |
| 02.04. | Daegu-Marathon Daegu                  | 42,195 km  | Mathew Kipkoech Kisorio    | Pamela Jepkosgei        |
| 09.04. | Hannover-Marathon Hannover            | 42,195 km  | Allan Kipkorir Kiprono     | Fate Tola               |
| 23.04. | Orlen Warsaw Marathon Warschau        | 42,195 km  | Felix Kimutai              | Nastassja Iwanowa       |
| 23.04. | Łódź-Marathon Łódź                    | 42,195 km  | Samson Kiprono Barmao      | Kenza Dahmani           |
| 11.06. | Lanzhou-Marathon Lanzhou              | 42,195 km  | Kelkile Gezahegn           | Ashete Bekere           |
| 17.09. | Dam tot Damloop Amsterdam             | 10 Meilen  | Birhanu Legese             | Mercyline Chelangat     |
| 01.10. | Cardiff-Halbmarathon Cardiff          | 21,0975 km | John Lotiang               | Edith Chelimo           |
| 29.10. | Marseille – Cassis Marseille          | 20,308 km  | Jemal Yimer                | Edith Chelimo           |
| 12.11. | Beirut-Marathon Beirut                | 42,195 km  | Dominic Ruto               | Eunice Chumba           |
| 12.11. | Saitama-Marathon Saitama              | 42,195 km  | –                          | Flomena Cheyech Daniel  |
| 10.12. | Guangzhou-Marathon Guangzhou          | 42,195 km  | Dickson Kipsang            | Rahma Tusa              |
| 31.12. | Corrida de Houilles Houilles          | 10 km      | Julien Wanders             | Stacey Chepkemboi Ndiwa |
| 31.12. | San Silvestre Vallecana Madrid        | 10 km      | Eric Kiptanui              | Gelete Burka            |

## Bronze
| Datum  | Veranstaltung                                          | Distanz    | Sieger                       | Siegerin                   |
| ------ | ------------------------------------------------------ | ---------- | ---------------------------- | -------------------------- |
| 15.01. | Houston-Halbmarathon Houston                           | 21,0975 km | Leonard Essau Korir          | Veronicah Nyaruai Wanjiru  |
| 22.01. | Halbmarathon-Santa-Pola Santa Pola                     | 21,0975 km | Peter Cheruiyot Kurui        | Antonina Kwambai           |
| 12.03. | Barcelona-Marathon Barcelona                           | 42,195 km  | Jonah Kipkemoi Chesum        | Helen Bekele               |
| 19.03. | Taipeh-Marathon Taipeh                                 | 42,195 km  | Hillary Kipkogei Yego        | Bajartsogtyn Mönchdsajaa   |
| 19.03. | Gdynia-Halbmarathon Gdynia                             | 21,0975 km | Hilary Maiyo Kimaiyo         | Batiha Benchatki           |
| 26.03. | Warschau-Halbmarathon Warschau                         | 21,0975 km | John Kipsang Lotiang         | Ayantu Gemechu Abdi        |
| 02.04. | Mailand-Marathon Mailand                               | 42,195 km  | Edwin Kipngetich Koech       | Sheila Chepkech            |
| 02.04. | Santiago-Marathon Santiago de Chile                    | 42,195 km  | Luka Lobuwan                 | Inés Melchor               |
| 09.04. | Pjöngjang-Marathon Pjöngjang                           | 42,195 km  | Pak Chol                     | Jo Un-ok                   |
| 16.04. | Nagano-Marathon Nagano                                 | 42,195 km  | Taiga Itō                    | Racheal Jemutai Mutgaa     |
| 07.05. | Genf-Marathon Genf                                     | 42,195 km  | William Yegon                | Motu Megersa               |
| 13.05. | Okpekpe 10km Road Race Okpekpe                         | 10 km      | Gabru Azemra                 | Leule Gebrselassie         |
| 14.05. | Riga-Marathon Riga                                     | 42,195 km  | Joseph Kyengo Munywoki       | Bekelech Daba              |
| 21.05. | World 10K Bangalore Bangalore                          | 10 km      | Alex Oloitiptip Korio        | Irene Cheptai              |
| 28.05. | Edinburgh-Marathon Edinburgh                           | 42,195 km  | Julius Korir                 | Eddah Jepkosgei            |
| 17.06. | Corrida de Langueux Langueux                           | 10 km      | Dawit Fikadu                 | Birham Mihretu             |
| 24.06. | Vidovdan 10km Brčko                                    | 10 km      | Lencho Tesfaye Anbesa        | Belaynesh Tsegaye Beyene   |
| 27.08. | Mexiko-Stadt-Marathon Mexiko-Stadt                     | 42,195 km  | Fikadu Kebede Debele         | Gladys Tejeda Pucuhuaranga |
| 10.09. | Taiyuan-Marathon Taiyuan                               | 42,195 km  | Azmeraw Bekele Molalign      | Chemtai Rionotukei         |
| 10.09. | Minsk-Halbmarathon Minsk                               | 21,0975 km | Hillary Kiptum Maiyo Kimaiyo | Ludmila Liakhovich         |
| 24.09. | Warschau-Marathon Warschau                             | 42,195 km  | Blazej Brzezinski            | Bekelu Beji                |
| 30.09. | Hengshui-Marathon Hengshui                             | 42,195 km  | Michael Njenga Kunyuga       | Betty Wilson Lempus        |
| 01.10. | Košice-Marathon Košice                                 | 42,195 km  | Reuben Kiprop Kerio          | Sheila Jerotich            |
| 08.10. | 20 km von Paris Paris                                  | 20 km      | Collins Chebii               | Gebayanesh Ayele           |
| 08.10. | Bournemouth-Marathon Bournemouth                       | 42,195 km  | Jacek Cieluszecki            | Laura Trimble              |
| 22.10. | Venedig-Marathon Venedig                               | 42,195 km  | Eyob Ghebrehiwet             | Sule Utura                 |
| 29.10. | Ljubljana-Marathon Ljubljana                           | 42,195 km  | Marius Kimutai               | Shuko Genemo Rote          |
| 05.11. | Marathon des Alpes-Maritimes Nizza                     | 42,195 km  | Dejene Kelkilew              | Tejitu Siyum               |
| 05.11. | Hangzhou-Marathon Hangzhou                             | 42,195 km  | Azmeraw Bekele Molalign      | Muluhabt Tsega Chekol      |
| 19.11. | Boulogne-Billancourt-Halbmarathon Boulogne-Billancourt | 21,0975 km | Hiskel Tewelde               | Rehima Tusa                |
| 26.11. | Florenz-Marathon Florenz                               | 42,195 km  | Zelalem Bacha                | Dire Tune                  |
| 03.12. | Libreville-Marathon Libreville                         | 42,195 km  | Peter Kurui                  | Joan Kigen                 |
| 17.12. | Shenzhen-Marathon Shenzhen                             | 42,195 km  | Peter Kimeli Some            | Wiktorija Poljudina        |